# Pseudozygomma flavoabdominalis
Pseudozygomma flavoabdominalis är en tvåvingeart som beskrevs av Werner Mohrig 1996. Pseudozygomma flavoabdominalis ingår i släktet Pseudozygomma och familjen sorgmyggor. Inga underarter finns listade i Catalogue of Life.